# Typhochrestoides
Typhochrestoides baikalensis es una especie de araña araneomorfa de la familia Linyphiidae. Es el único miembro del género monotípico Typhochrestoides.

## Distribución
Se encuentra en Rusia asiática.